# Idioma mayna
El Mayna (o maynas y maina), también llamado rimachu, es un lengua extinta y no clasificada de Perú. muchas fuentes lo incluían como dialecto del idioma omurano, que a veces también recibe el nombre de mayna por esa razón, sin embargo Hammarström (2011) mostró que se trata de lenguas diferentes. A partir de la listas de vocabulario, se han hecho intentos de relacionar el mayna con las familias jívara, cahuapana y zápara, así como con en el idioma candoshi, pero la evidencia ha sido considerada no concluyentes (Campbell 2012).
El mayna se habló una vez entre los ríos Nucuray, Chambira y Pastaza.